# 杉田玄白
杉田玄白（日语：／ Sugita Gempaku，1733年10月20日—1817年6月1日）名翼、字子鳳、号鷧、晩年号九幸翁，日本江戶時代的蘭學医生，主办医学私塾「天真楼」，曾翻译《解体新書》。
杉田氏是近江源氏佐佐木氏的支族真野氏的家系，侍奉后北条氏的真野信安时代改为间宫姓。在间宫海峡留名的探险家间宫林藏是杉田玄白同时期活跃的同族。

## 生平
享保十八年九月十三日（1733年10月20日），杉田玄白生于江户牛込小浜藩酒井家下屋敷，父亲杉田玄甫为若狭国小浜藩（福井县）的医官，年俸禄二百五十石。母亲是八尾氏之女，因生玄白难产去世。杉田玄甫家教甚严，一心培养玄白以继承家业。
- 18岁时，跟随江户幕府医官外科医生西玄哲求教，跟随在本乡开私塾的古学派儒学家宫濑龙门学汉学。
- 宝历二年（1752年），杉田当上小滨藩医生，于上屋敷工作。
- 宝历四年（1754年），兰学医山胁东洋负责解剖被处刑的罪人尸体，日本首次人体解剖证实了兰医学书的正确性，轰动了整个日本医学界，玄白开始疑问五脏六腑说并发愤学习荷兰西医。
- 宝历七年（1757年）在江户日本桥独立开业，从事诊疗。同年7月，本草学者田村元雄、平贺源内举办物产会，出展者中还有中川淳庵，兰学者同道友情自此萌生。
- 明和二年（1765年），玄白任藩幕府医官。同年，荷兰商馆长与翻译一行觐见江户幕府，顺便拜访了玄白、源内的长崎屋。翻译西善三郎告诉玄白荷兰语之难学，玄白遂放弃学荷兰语之念。
- 明和六年（1769年），父亲玄甫去世，于是玄白继承户主和侍医的职位，移居新大桥中屋敷小浜藩官邸。

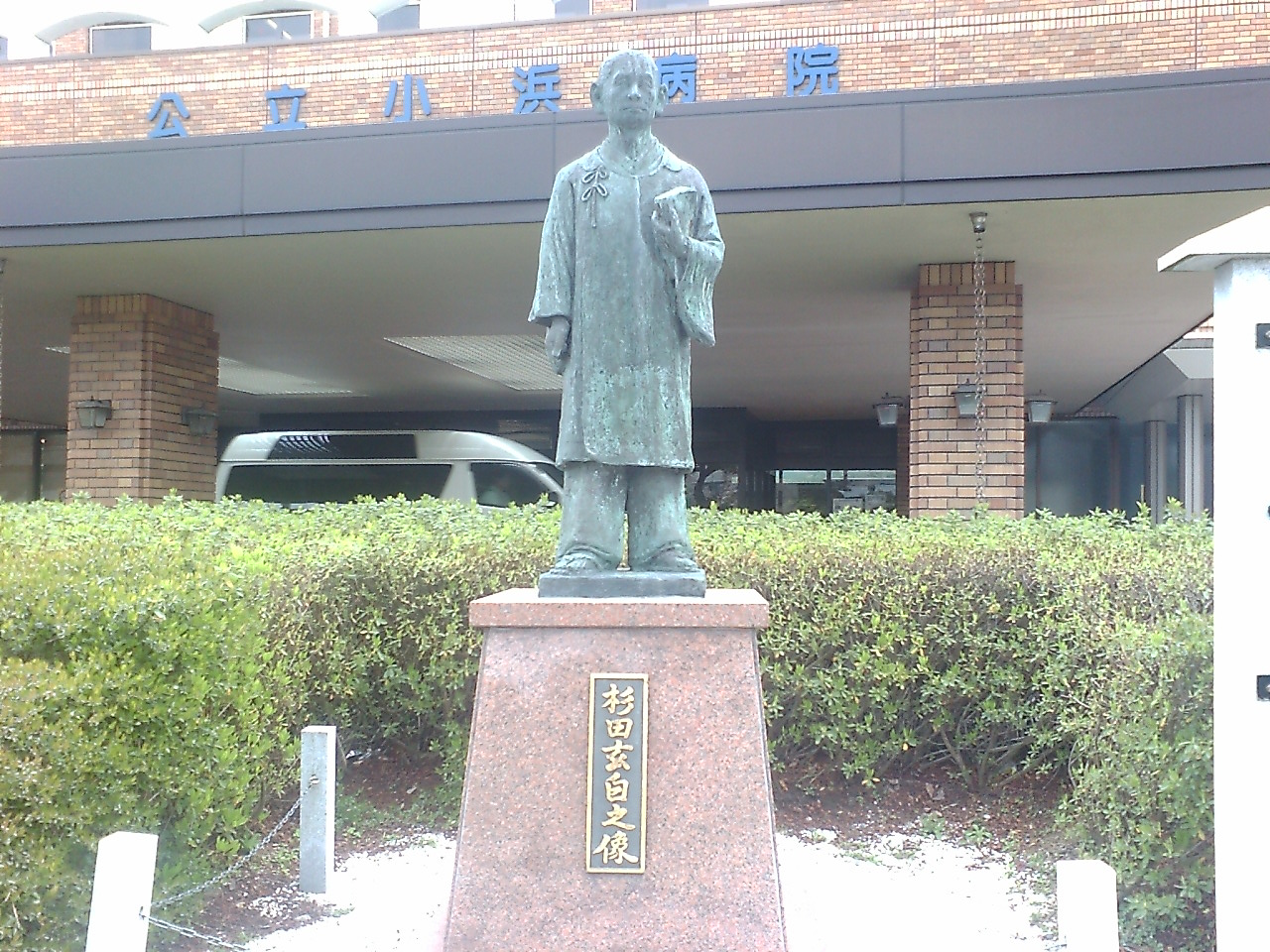
福井县小浜市的杉田玄白銅像

- 明和八年（1771年）春，中川淳庵携带从荷兰商馆借来的西医书《解体新书》拜访玄白。玄白虽不懂荷兰语，但是为其中精密解剖图所震惊。因价高无力购买，遂与家老冈新左卫门商量，请求藩资助买书。此后不久，玄白和从长崎归来的前野良泽、中川淳庵、小杉玄适等人观看了小冢原刑场（今东京都荒川区南千住）死刑犯的解剖过程，对解剖图的正确性大为感叹，三人遂合作将书译成日文。
- 安永三年（1774年），日文《解体新书》出版，经友人桂川甫三（桂川甫周之父）献与将军。
- 安永五年（1776年），玄白离开中屋敷，从竹本藤兵卫处借500坪地，办医学私塾天真楼。
- 玄白晚年开始书写《兰学事始》，后经福泽谕吉公开出版。
- 天明元年（1781年）以后，玄白致力于培养门生，其中著名的有大规玄泽、宇田川玄随等。
- 文化2年（1805年）玄白谒将军德川家齐，献良药，受嘉奖。继之又得到若狭藩主的加禄奖赏。
- 文化四年（1807年），玄白告老退居，将户主职位让给儿子伯元。
- 文化十四年四月十七日（1817年6月1日）去世，享年83岁。
- 明治四十年（1907年）11月15日年，杉田玄白被赠正四位。

## 著作
- 《蘭学事始》
- 《形影夜話》
- 《野叟独語》